# Can Vilallonga (Sant Cugat del Vallès)
Can Vilallonga és un edifici del municipi de Sant Cugat del Vallès (Vallès Occidental) que forma part de l'Inventari del Patrimoni Arquitectònic de Catalunya. El paratge on és emplaçada aquesta masia formava part de l'extens terme d'Aqualonga.

## Descripció

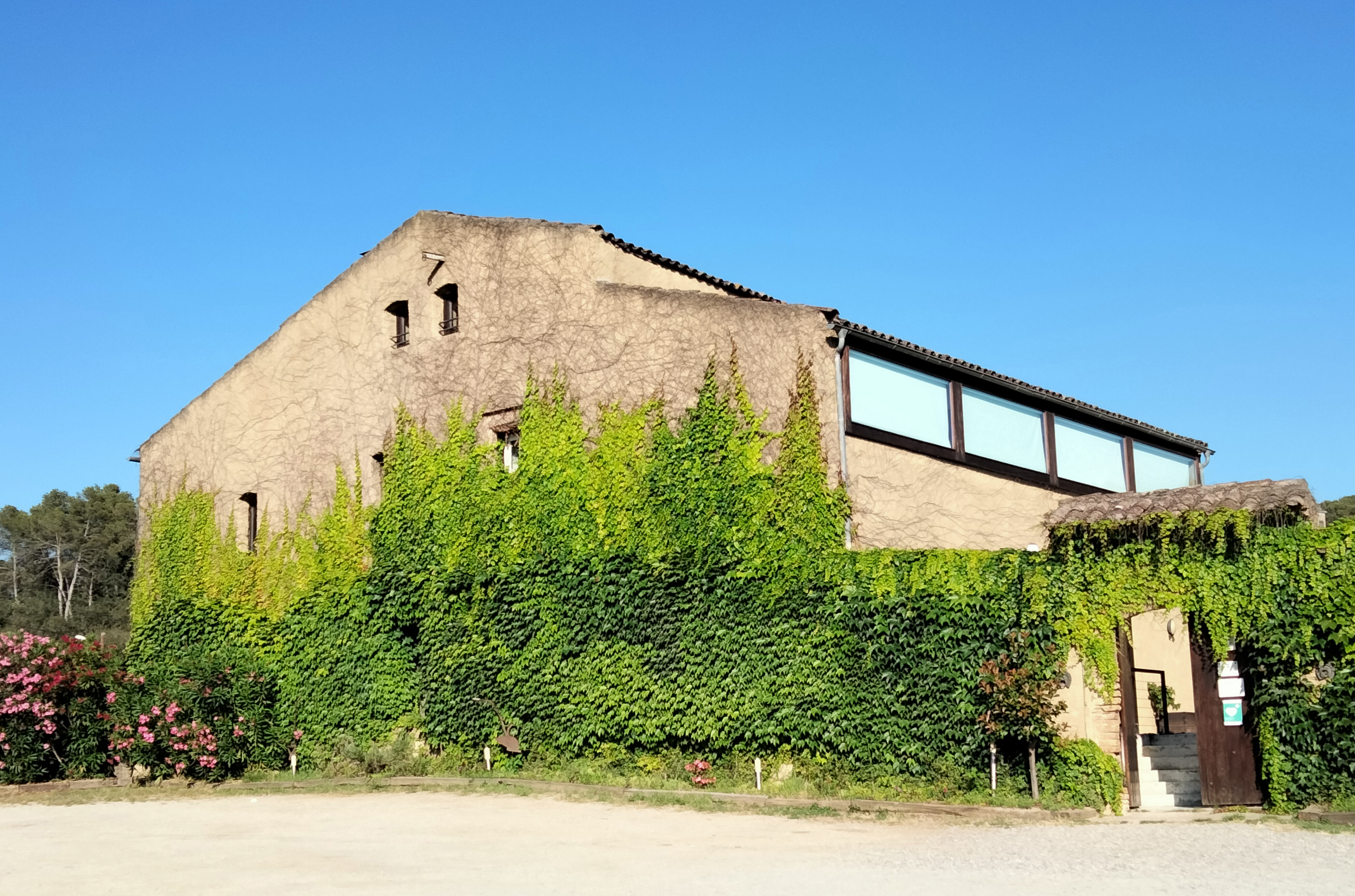
Façana de darrere

És una masia en la que s'han realitzat diverses reformes, però que sembla que la seva estructura original fou de tipus basilical. Té una coberta a dues vessants amb voladís. Al centre de la coberta s'aixeca un cos central destinat a la pallissa. El portal d'entrada és de punt rodó adovellat. Es poden observar diferents nivells d'obra que demostren la seva antiguitat. Els murs són fets amb tàpia.